# 장하성
장하성(張夏成, 1953년 9월 19일 - )은 대한민국의 경영학자이다. 고려대학교 경영학 교수였다. 문재인 정부에서 대통령비서실 정책실장을 역임했으며, 교수 복직 후 곧 정년퇴임을 하고 주 중국 대사로 임명되었으나 대중외교에 뚜렷한 족적을 남기지 못했으며, 이후 증권투자전문가를 자처한다.

## 생애
1990년부터 고려대학교 경영대학 교수로 활동하였다.
1998년 소액주주 권리 찾기 운동에 나섰고, 1999년 삼성전자 주주총회에 참여해 집중투표제 도입과 경영투명성 확보를 위한 정관 개정을 요구하여 표결로 이어졌다.
2006년 '한국기업지배구조펀드(KCGF)'를 만들었다. 불투명한 지배구조를 지닌 기업의 주식을 사들여 개선을 요구하고 기업가치를 높이는 방식으로 운영했다. 그러나 2008년 금융위기 이후 수익률이 떨어지고 2012년 청산됐다.
2017년 5월 21일 문재인 정부의 대통령비서실 정책실장으로 임명되었다. 소득주도성장론을 주도했지만, 경제 성과를 내지 못하고 김동연 부총리와의 갈등설이 제기되는 와중에, 2018년 11월 김동연 부총리와 동시에 교체되었다. 후임에는 김수현 청와대 사회수석이 지명되었다. 그 후 고대 교수로 복직해 곧 2019년 2월 정년퇴임 하였다. 2019년 주 중국 대사로 내정되었다.

## 학력
- 광주서중학교 졸업
- 경기고등학교 졸업
- 고려대학교 경영학 학사
- 뉴욕 주립 대학교 올버니 대학원 경제학(재무학) 석사
- 펜실베이니아 대학교 경영대학원 경영학(재무학) 박사

## 경력
- 1986년 ~ 1990년: 미국 휴스턴대학교 재무학과 교수
- 1990년 ~ : 고려대학교 경영대학 교수
- ~ 1995년: 고려대학교 경영대학 경영학과 학과장
- 1996년: 미국 워싱턴대학교 경영대학 객원교수
- 1997년: 금융개혁위원회 자문위원
- 참여연대 경제민주화위원회 위원장
- 1998년: 한국증권학회 이사
- 한국재무학회 상임이사
- 한국선물학회 상임이사
- 한국증권거래소 자문위원
- 2002년 ~ 2003년: 한국금융학회 부회장
- 2005년 ~ 2010년: 고려대학교 경영대학 학장
- 2005년 ~ 2010년: 고려대학교 경영대학원 원장
- 2006년 7월 ~ 2008년: 국제지배구조네트워크 이사
- 2008년: 한국재무학회 회장
- 좋은기업지배구조연구소 운영위원, 수석 이코노미스트
- 2010년 ~ : 고려대학교 경영대학원 교수
- 2013년 5월: 정책네트워크 내일 소장
- 2015년 7월 ~ 2016년 6월: 제25대 한국금융학회 회장
- 2017년 5월 ~ 2017년 7월: 국정기획자문위원회 부위원장
- 2017년 5월 21일 ~ 2018년 11월 9일: 대통령비서실 정책실장
- 2017년 ~ 2018년: 국민경제자문회의 당연직위원
- 2019년 4월 ~ 2022년 6월: 제13대 주 중화인민공화국 대사

## 가족
- 증조부: 장진섭
  - 조부: 장병상(張柄祥, 1899 ~ 1958) - 독립운동가. 상하이 임시정부 활동
    - 백부: 장정식 - 전남대학교 의대 교수
      - 사촌: 장하종(張夏鍾, 1959 ~ )  - 조선대 의대 교수

    - 아버지: 장충식(張忠植, 1929 ~ ) - 도의원, 한국닉스 대표이사
      - 누나: 장하진(張夏眞, 1951 ~ ) - 충남대학교 사회학과 교수, 여성가족부 장관.
      - 동생: 장하용 - 사업가
      - 동생: 장하경(張夏慶, 1957 ~ ) - 광주대학교 교수
      - 동생: 장하원(張夏元, 1959 ~ ) - 옥스퍼드 대학교 경제학 박사, 하나금융 경영연구소장, 열린우리당 정책실장

    - 숙부: 장영식(張榮植, 1932 ~ ) - 뉴욕대학교 교수, 한국전력 사장
      - 사촌: 장하상 - 보잉 이사
      - 사촌: 장진애 - 변호사

    - 숙부: 장재식(張在植, 1935년 1월 19일 ~ )
      - 사촌: 장하준(張夏準, 1963 ~ ) - 케임브리지대학교 경제학 교수
      - 사촌: 장하석(張夏碩, 1967 ~ ) - 런던대학교 교수, 스탠포드대 과학철학 박사, 케임브리지대 과학철학 석좌교수, 러커토시 상 수상자

## 논란

### 국민연금 인사 개입 논란
장 실장은 국민연금 기금운용본부장 인사에 개입했다는 논란에 휘말렸다. 2018년 2월부터 기금운영본부장 공모를 시작해 최종 후보자 3명을 추렸지만, 적격자가 없다며 7월 초 재공모에 들어갔다. 그런데 최종 후보자 3명 중 1명이었던 곽태선 전 베어링자산운용 대표가 공모 시작 전인 1월 장하성 실장으로부터 전화를 받았다고 폭로하였다. 장 실장이 국민연금 기금운용본부장으로 좋을 것 같다며 지원을 권유했다는 것이다. 청와대는 장 실장이 적임자로 보이는 인사에게 권유 전화를 한 건 사실이지만, 국민연금에 추천을 한 것은 아니고 이후 권 전 대표가 본인과 아들의 병역 문제 등으로 탈락했을 뿐이라는 입장을 밝혔다. 그러나 문 대통령이 2018년 초 참모진에게 '금융권 인사에 개입하지 말라'는 지시까지 한 상황인데, 청와대 경제수장이 특정인에게 지원 권유를 한 자체가 부적절해 보인다는 지적이 나온다.
인사 개입 논란 소식을 접한 장하성 정책실장은 "어이 없다", "장 실장은 괜찮은 사람이라 추천을 했고 검증에서 걸린 것"이라면서 "정상적으로 검증을 거쳐 채용이 안된 건데 이를 문제 삼는 언론이 더 이상하다"는 말을 했다고 청와대 관계자가 전했다. 장 실장의 추천에도 곽 전 대표가 공모에 떨어진 건, 인사검증시스템이 정상적으로 작동한 결과라고 설명했다.

### 통계 왜곡 논란
통계청장의 경질 이후, 장하성 실장이 고려대학교 교수 시절 통계를 왜곡해 대한민국이 실제보다 불평등하게 보이게 했다는 주장이 학계에서 나왔다.
신장섭 싱가포르국립대 경제학과 교수는 "장 실장은 지난 2015년 출간한 <왜 분노해야 하는가>라는 책에서 당시 '국민 정서법'에 영합해 한국을 '세계에서 제일 불평등한 나라'라고 평가하며 분배 관련 통계를 제멋대로 해석했다"고 했다. 그러면서 "한국이 경제협력개발기구 33개 국가에서 4번째 정도로 임금소득이 불평등하다는 통계에서 출발한 이야기다. OECD는 선진국 클럽이다. 아직 중진국에 불과한 한국이 '주제넘게' 선진국 클럽에 들어가 있는 상황인데 선진국들과 비교하면 여러 면에서 '열등생'인 것이 너무나 당연한 일"이라고 지적했다.
마찬가지의 맥락으로, 이병태 KAIST 경영학부 교수는 "지니계수를 읽을 때 주의해야 할 점은 나라의 규모를 같이 고려해야 한다는 것"이라고 지적했다. 그러면서 "국가 규모를 고려해서 지니계수를 읽으면 전 세계 200여 국가 중 우리나라 분배도는 상위 10%에 든다"면서 "현재 우리나라보다 인구가 많으면서 분배가 잘된 나라는 독일밖에 없다"고 밝혔다. 또한 "2000~2017년에 우리 경제가 89.6% 성장했지만 1인당 국민소득은 72%, 가계 총소득은 70%, 평균 가계 소득은 32% 성장에 그쳤다"는 장 실장의 주장에 대해서는, "평균 가계 소득이 확연하게 준 것은 우리나라 가구의 분화에 기인한다"며 "2000년 1431만이던 우리나라 가구 수는 지난해 1967만으로 37% 증가했고, 평균 가구원은 3.1명에서 2.5명으로 줄었다. 이로 인해 나타나는 통계적 착시 현상일 뿐 기업의 임금 배분과 무관한 것이다"라고 반박했다.

### "모든 국민이 강남 살 필요 없다" 발언 논란
서울 부동산 가격 급등과 관련해 "모든 국민이 강남에 가서 살려고 하는 것이 아니다. 살아야 할 이유도 없고 거기에 삶의 터전이 있지도 않다"며 "저도 거기에 살고 있기 때문에 말씀을 드리는 것"이라고 발언해 구설수에 올랐다. 이에 대해 하태경 바른미래당 최고위원은 "장하성 실장도 말폭탄"이라며 '모든 사람이 부자일 필요 없다. 내가 부자라 하는 말씀!' 이런 뜻"이라고 비판하였다. 또한 김성태 자유한국당 원내대표는 "의도적으로 강남·비강남을 편 가르게 하는 금수저·좌파적 발상"이라며 "빵이 없으면 케이크를 먹으면 될 거 아니냐는 철없는 마리 앙투아네트 같은 말 그만하라"고 비판하였다. 인터넷상에서는 '모든 국민이 꿈꿀 이유는 없다. 내가 꿈을 꿔봐서 말씀드리는 것'이라고 장 실장의 발언을 조롱하는 글도 올라왔다.
좌파 성향의 언론인 한겨레조차 "자신은 시가 20억원 넘는 강남 아파트에 살면서 다른 이들에겐 "강남 살 필요 없다"고 말한다면, 그가 입안한 정책을 누가 신뢰할 수 있겠는가"라고 비판하였고, 이낙연 국무총리 또한 "집값처럼 예민한 사안에 대해서는 정부·여당이 조금 더 신중했으면 한다"고 경고하였다.

### "최저임금 인상률에 놀랐다" 발언 논란
JTBC <뉴스룸>에서 "최저임금 인상률이 너무 높았다고 판단하느냐"는 질문에 대해 "지난해 16.4% 오른 것은 제가 생각했던 것보다 높았다. 솔직히 저도 깜짝 놀랐다"고 답변해 무책임하다는 비판을 불러일으켰다. 이 같은 발언은 최저임금 인상이 자신과는 무관한 일이란 뜻으로 읽힐 여지가 있기 때문이다.
장 실장의 발언은 "정부는 결정 과정에 개입하지 않았으며 가파른 인상에 대한 책임은 최저임금위원회 탓"이라고 해석되나, 실제로는 정부가 최저임금 결정 과정에 개입한 정황이 짙다. 최저임금 결정을 주도하는 공익위원들은 고용노동부 장관이 직접 선정해 위촉했다는 점, 문재인 대통령의 공약대로 2018년 최저임금 인상률이 결정되었다는 점, 정부에서 미리 지원책(현재의 일자리 안정자금)을 준비해 놓고 사용자 측을 설득했다는 점 등이 정부의 개입 정황으로 꼽힌다.
야권에서도 비판이 쏟아졌다. 김무성 자유한국당 의원은 "놀랐다는 장 실장의 무책임이야말로 정말 놀랍다"며 "장 실장을 당장 해임해야 한다"고 주장했고, 바른미래당 이종철 대변인도 "장 실장은 경제가 더 어려워지고 나서야 '이렇게 망가질 줄 저도 깜짝 놀랐다'고 말할 것인지 묻고 싶은 심정"이라고 꼬집었다.

### 김동연 경제부총리와의 갈등설
김동연 경제부총리 겸 기획재정부 장관과의 갈등설 또한 돌았다. 두 사람은 최저임금 인상 문제를 비롯해 정책 방향에 대한 이견을 자주 노출했고, 경제 컨트롤타워 혼선 논란이 생겼다. 청와대는 "두 사람은 정책 방향에 대해 작은 이견이 있는 것뿐"이라며 "오히려 건전한 토론이 벌어지는 게 정책 구현에 큰 도움이 된다"고 갈등설에 대해 해명했고, 두 사람 중 김동연 경제부총리가 컨트롤타워라고 입장을 밝혔다. 이후 2018년 7월, 두 사람은 2주에 1번씩 만나 정부의 경제정책 방향에 대한 의견을 주고받기로 하였다.

### 유흥업소에서 법인카드 사용 논란
고려대 종합감사에서 법인카드 부당 사용으로 중징계 대상 교수 중 장하성 주중 대사가 포함되어 논란이 되고 있다. 고려대 교수 13명은 2016년 3월부터 지난해 12월까지 서양음식점으로 위장한 서울 강남 소재 유흥업소에서 1인당 1∼86차례에 걸쳐 법인카드로 총 6693만원을 결제했으며 1인당 35만~2478만원 상당을 지출한 것으로 파악됐다. 교내 연구비, 산학협력단 간접비 등으로 써야 할 돈을 유흥업소에서 지출한 것이다. 
교육부 감사 결과 처분서에는 이 유흥주점에 대해 ‘서양 음식점으로 영업 신고가 되어 있으나, 실제로는 양주 등을 판매하고 별도 룸에 테이블, 소파, 노래방 기기를 갖췄고 여성 종업원이 손님 자리에 착석하여 술 접대 등을 하는 유흥업소’라고 돼 있다. 서양 음식점이라고 신고돼 있지만, 실제로는 룸살롱식 영업을 했다는 것이다. 결제 금액을 낮추려고 법인카드 2장을 이용해 ‘쪼개기 결제’도 한 것으로 나왔다. 교육부 감사 결과에 따르면, 2018년 12월 18일 밤 이 업소에서 행정용 카드로 48만7000원, 연구비 카드로 23만3000원이 결제됐다. 2분 19초밖에 차이 나지 않았다. 결국 72만원인 술값을 40만원대와 20만원대로 나눈 것이다. 이런 식으로 2~4회 번갈아가며 쓴 분할 결제가 총 91회(2625만원)에 이르렀으며 해당 교수들은 언론사의 연락을 회피하고 있다.

## 평가
- 2018년 6월 7일 한국경제신문이 각계 전문가 140명을 대상으로 한 설문조사 결과, 문재인 정부의 경제정책에 대한 영향력이 가장 큰 인물로 장하성이 제일 많이 꼽혔다. 140명 가운데 62명이 장하성 실장을 영향력이 가장 큰 인물로 뽑았다.[16]
- 2019년 고파스에서 '고려대학교 학생들이 뽑은 최악의 동문' 1위에 올랐다. 앞서 조국 전 민정수석 또한 스누라이프에서 '서울대학교 학생들이 뽑은 최악의 동문' 1위에 오른 바 있다.[17]